# Hannes Kremer
Hannes Kremer, Pseudonym Hans Semper (* 30. Dezember 1906 in Straßburg; † 28. Januar 1976 in Feldafing), war ein deutscher Schriftsteller.

## Leben und Wirken
Kremer wuchs im Rheinland auf. Zum 1. März 1928 trat er der NSDAP bei (Mitgliedsnummer 77.270). Nach dem Besuch der Oberschule studierte er Wirtschaftswissenschaften, ohne einen Abschluss zu erlangen. Er erhielt 1938 den Literaturpreis der Stadt München für sein Werk "Gottes Rune". 1939 wurde ihm der Kulturpreis der SA für Schrifttum verliehen. Zu diesem Zeitpunkt war er SA-Obersturmführer und wurde in den Kulturkreis der SA berufen. Kurz darauf wurde er in das Kulturpolitische Amt der NSDAP übernommen und war 1941 im Hauptamt Kultur der Reichspropagandaleitung tätig. Er verfasste bis gegen Ende des Zweiten Weltkrieges jährlich mindestens eine Schrift im Stil des Nationalsozialismus. Er wohnte in Starnberg. 

## Publikationen
- Gottes Rune. Ein Buch von Glaube und Treue. 1938.
- Legenden der Bosheit. Erfundene und wahrhaftige Geschichten für hochgemute Deutsche. 1939.
- Unser täglich Brot ... 1939.
- Du, mein Volk. 1940.
- Der Erzbeter und drei andere Legenden der Bosheit. 1940.
- Das Tuch der Venus. 1941.
- Der Geächtete. 1942.
- Der Fahnendieb. 1943.
- Unter den Sternen. 1943.